# Globális homály

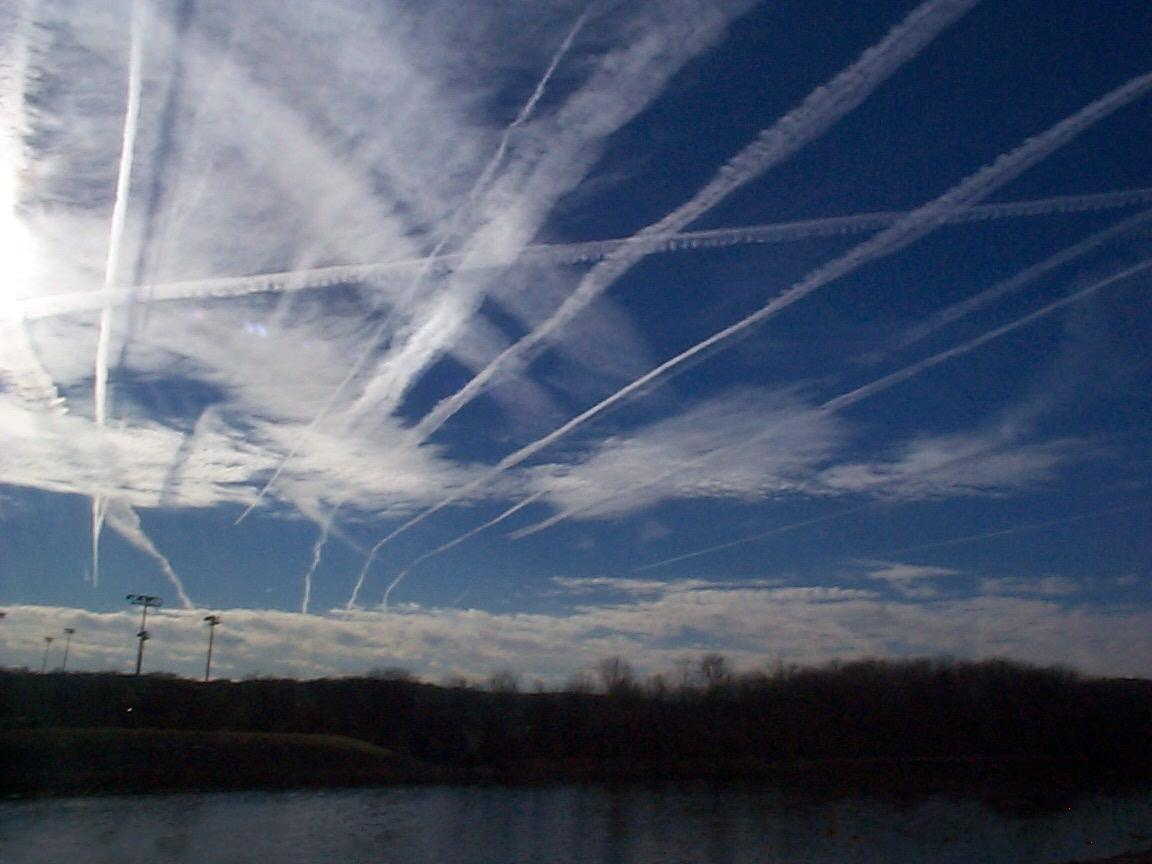
Repülők kondenzcsíkjai az égen (NASA fotó)

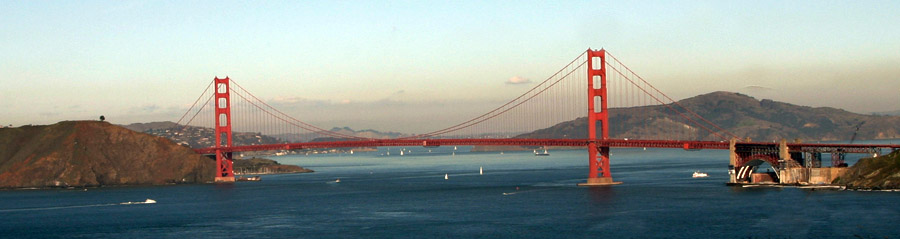
Golden Gate Bridge, Kalifornia. A barnás színű horizont jól látható

A globális homály egy olyan jelenség, mely korlátozza a Földet érő napsugarak mennyiségét. Az Európa körüli tengerek hőmérsékletét lehűtötte, így gyengítette a monszun erejét. A globális homály főleg azon apró részecskéknek köszönhető, melyeket az erőművek, autók, gyárak engednek ki.
A globális homály kétféleképpen működik. Az aeroszolok - például a korom - fokozzák a felhők visszaverő képességét, illetve a repülők kondenzcsíkjai újraképződő felhőformációkat hoznak létre. Amikor a 2001. szeptember 11-ei terrortámadást követő három napon az USA összes sugárhajtású polgári gépe lent maradt, a klimatológusok példa nélküli hőmérsékletemelkedést figyeltek meg. Állításuk szerint ez a kevesebb mesterséges felhő miatt történt. Ha helyesen értelmeztük a globális homály jelenségét, akkor az emberiségnek csak az a lehetősége maradt, hogy elkezdje a szén-dioxid kivonását az atmoszférából.